# ダンガル きっと、つよくなる
『ダンガル きっと、つよくなる』（原題：Dangal）は、2016年に公開されたインドのスポーツ・ドラマ・伝記映画。元アマチュアレスリング選手マハヴィル・シン・フォーガットと彼の娘であるフォーガット姉妹の半生を描いており、監督はニテーシュ・ティワーリー、主演はアーミル・カーンが務めた。
公開直後から高い評価を得ており、北京国際映画祭やBRICS映画祭などで上映され、第62回フィルムフェア賞、第64回国家映画賞、第7回AACTA賞、豆瓣映画賞、第68回ベルリン国際映画祭で多くの映画賞を受賞した。

## あらすじ
アマチュアレスリングのインド代表になったマハヴィルは国際大会でインド人選手初の金メダルを目指すが、父親から生活苦を理由に反対され引退を余儀なくされる。マハヴィルは息子に自分の夢を託そうと考えるが、生まれてくる子供は娘ばかりで、彼は夢を諦めてしまう。十数年後、長女のギータと次女のバビータが同じ歳頃の男児を喧嘩で打ち負かし、2人に才能を見出したマハヴィルは1年だけという条件で妻ダーヤを説得し、2人に対してレスリングの特訓を開始する。マハヴィルはギータとバビータを男と同じ服装・髪型にし、甥オムカルを巻き込んで特訓するが、娘たちは自分の夢を押し付ける父親に反発して特訓をサボるようになる。しかし、友人の結婚式に出席した際、花嫁になった友人から自分の意思を無視した結婚を強いられた境遇を語られ、「父親から将来を案じられている2人が羨ましい」と言われる。友人の言葉を聞いた2人はそれまでの態度を改め、特訓に励むようになる。
娘たちの成長を確認したマハヴィルは、ギータを地域のレスリング大会に出場させる。主催者たちは女性の出場を拒もうとするが、客足が伸びると考えてギータの出場を認める。結果は惜敗だったが、闘争心を刺激されたギータは次の大会への出場を希望し、彼女は数々の大会で結果を出していく。ギータに遅れて出場するようになったバビータも結果を出すようになり、ギータは女子レスリング州大会で優勝する。州代表になったギータは国立スポーツ・アカデミーのインド代表団入りして国際大会を目指すようになるが、選手仲間や新しいコーチに囲まれ次第に父親の厳格な特訓方法を「古臭い方法」として嫌悪するようになる。その結果、ギータは国際大会で連敗するようになり、反対にマハヴィルの特訓方法を遵守するバビータは州大会で優勝してインド代表団入りを果たす。
ギータは2010年コモンウェルスゲームズを前に結果を出せずにスランプに陥り、バビータの助言でマハヴィルに助けを求める。マハヴィルはオムカルを連れて姉妹の元に向かい、インド代表団とは別に娘たちの特訓を開始するが、コーチのプラモドに知られてしまう。プラモドは国立スポーツ・アカデミー会長に姉妹を代表団から追放するように訴えるが、会長はマハヴィルの謝罪を受け入れて追放を取り止め、彼のアカデミー施設への出入り禁止を決定する。しかし、マハヴィルは電話を通してギータを指導し続ける。
コモンウェルスゲームズが開催され、ギータは事前の予想を覆して初戦に勝利する。彼女はその後もプラモドの指示を無視して観客席にいるマハヴィルの指示に従い決勝戦に進む。決勝戦の前夜、マハヴィルはギータに「低い立場に置かれている全ての女性たちの希望になれ」と激励する。決勝当日、マハヴィルとオムカルは会場に到着するが、コーチの面目を潰されたプラモドの差し金により、マハヴィルは倉庫に閉じ込められてしまう。ギータは父親不在の中で決勝戦に挑むが、次第に追い詰められてしまう。しかし、マハヴィルの言葉を思い出したギータは逆転勝利を収めてインド人選手初の金メダルを獲得する。会場にはインド国歌「ジャナ・ガナ・マナ」が流れ、それを聞いたマハヴィルはギータが優勝したことを知り涙を流す。倉庫から脱出したマハヴィルは会場に姿を現し、ギータとバビータを抱きしめる。

## キャスト
- マハヴィル・シン・フォーガット（英語版） - アーミル・カーン
- ダーヤ - サークシー・タンワル（英語版）
- ギータ・フォーガット（英語版） - ファーティマー・サナー・シャイフ（英語版）（青年期）/ザイラー・ワシーム（幼少期）
- バビータ・クマリ（英語版） - サニヤー・マルホートラ（青年期）/スハーニー・バトナーガル（幼少期）
- オムカル - アパルシャクティ・クラーナー（英語版）
- プラモド - ギリーシュ・クルカルニー（英語版）
- ハーキンダー - ヴィヴァン・バテナ（英語版）
- 国立スポーツ・アカデミー会長 - シシル・シャルマ（英語版）
- フォーガットの父 - カルムヴィール・チョーダリー（英語版）

## 製作

### 企画

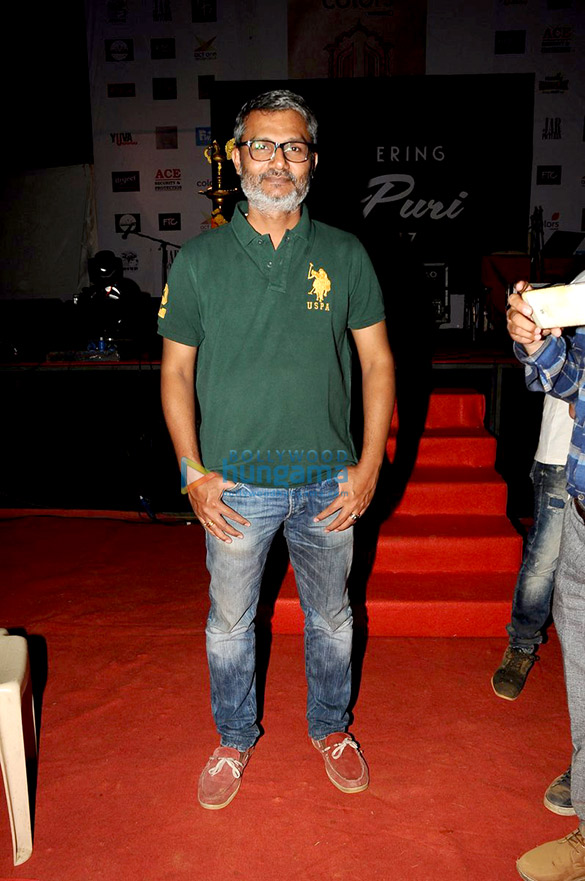
ニテーシュ・ティワーリー

2012年にディズニーの製作チームメンバーのディヴァ・ラーオは、マハヴィル・シン・フォーガットの娘に関する新聞記事を読んだ。ラーオは彼のエピソードが素晴らしい映画の題材になると考え、シッダールト・ロイ・カプールや他のディズニー製作スタッフと協議し、ニテーシュ・ティワーリーに監督と脚本を依頼した。ティワーリーはフォーガットと彼の娘に会い、映画化の同意を得た。彼は1年間かけて脚本を執筆した後、UTVモーション・ピクチャーズCEOのロニー・スクリューワーラーに製作を持ちかけ、脚本の最終段階でアーミル・カーンを主演に提案した。
2014年3月にカーンは自身が司会を務めるトーク番組「Satyamev Jayate」にフォーガット姉妹を招待し、2人にインタビューしている。その数か月後、彼はティワーリーと面会してストーリーを確認し、カーンは冒頭シーンのナレーションを気に入った。カーンは『チェイス!』の撮影を終えたばかりだったが、すぐに『PK』の撮影に入ってしまう。彼はフォーガットよりも若かったため、60代を迎える5年-10年後に撮影を始めることを希望していたが、ストーリーが頭から離れず、数か月後にティワーリーに電話をかけ、企画を進めるように依頼した。同年12月の『PK』公開後、カーンが次回作としてティワーリーが監督を務める『Dangal』に主演として出演することが発表され、製作には彼も参加することになった。
2015年3月、カーンとアーミル・カーン・プロダクションのスタッフは、ジュニア・インディア・レスリング・チームのコーチを務めるクリパ・シャンカール・パテル・ビシュノイを招き、撮影に向けた訓練を行った。ビシュノイはインタビューで、「ほとんどのインド人は、女性レスリングを応援しない。映画は視覚的な変化を起こす。人々は希望を持って、彼女たちがスポーツとしてレスリングを始めることを観たいと思っている」と語っている。カーンは撮影に向けて減量を行い、ハリヤーンウィー語を学び、映画で20代と60代のフォーガットを演じることになった。また、カーンの従甥パブロ（マンスール・カーンの息子）が助監督として参加している。

### キャスティング

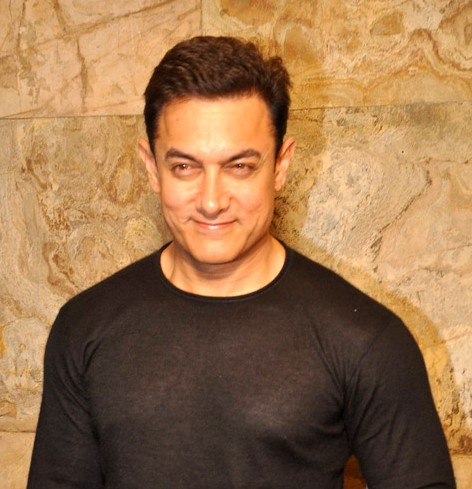
アーミル・カーン

2015年3月、カーンの娘役としてタープシー・パンヌ、ディークシャー・セート、アクシャラ・ハーサンの起用が検討されていると報じられ、4月にはファーティマー・サナー・シャイフとサニヤー・マルホートラの起用が発表された。2015年6月には、ザイラー・ワシームとスハーニー・バトナーガルがフォーガット姉妹の幼少期を演じることが決定した。また、アーユシュマーン・クラーナーの弟アパルシャクティ・クラーナーの起用も発表され、悪役としてヴィクラム・シンが出演交渉中と報じられた。この他にマリカ・シェラワットもオーディションを受けており、ラージクマール・ラーオが重要な役として出演交渉を行っていた。最終的に、オーディションを受けた70人の中からサークシー・タンワルがカーンの妻役に起用され、10月にはヴィヴァン・バテナの起用が発表された。カーンがオファーを断っていた場合には、モーハンラールまたはカマル・ハーサンが起用される予定だった。

### 撮影

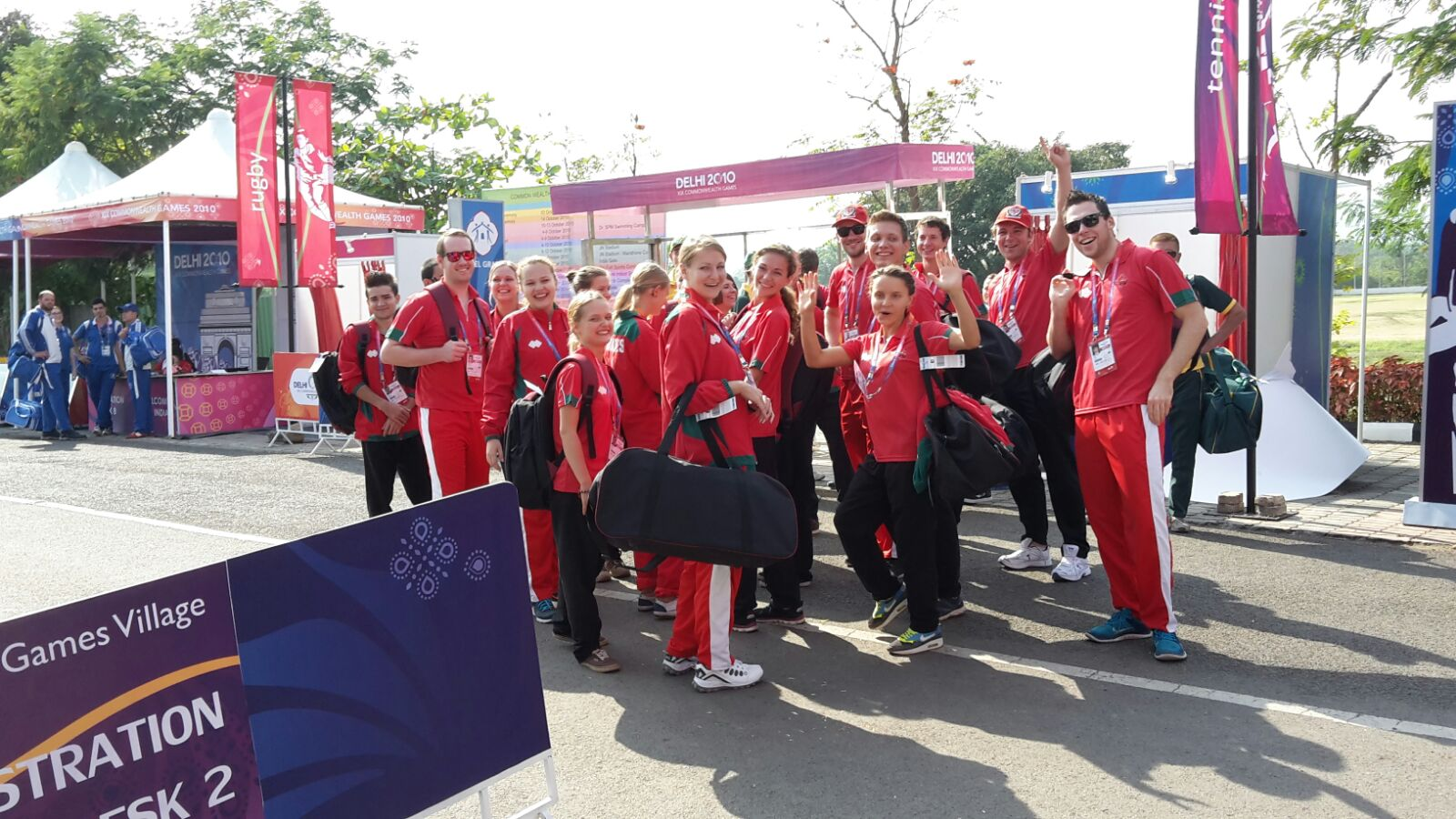
撮影に協力したオランダ国際ロールボール・チームの選手

2015年9月1日から撮影が開始された。フォーガットの故郷の村のシーンはルディヤーナーのナラングワール、キラ・ライクール、ダンゴンで撮影が行われた。9月21日の撮影はフォーガット父娘が撮影現場に同席して行われている。11月20日の撮影でカーンは肩を負傷して現場を離れ、12月9日にプネーでの撮影に合流した。撮影場所のシュリー・シヴ・チャトラパティ・スポーツコンプレックスではロールボール・ワールド・カップが開催されており、オランダ国際ロールボール・チームとスロベニア国際ロールボール女性チームの選手が撮影に協力している。この他にシンビオシス・インターナショナル大学でも撮影が行われた。
2016年1月19日からデリーのタルカトラ・スタジアムでレスリングの試合シーンが撮影された。その後、コモンウェルスゲームズとナショナル・ゲーム・オブ・インディアの試合シーンを撮影するため、タヤガラージ・スポーツコンプレックスに移動した。

## 公開

### 上映状況
2016年12月21日からアメリカ合衆国で、12月23日から各国で公開となり、インド国内で4,300スクリーン、世界で1000スクリーンで上映された。また、テルグ語・タミル語吹き替え版の『Yuddham』も公開された。ウッタル・プラデーシュ州・ウッタラーカンド州・ハリヤーナー州・チャッティースガル州・マディヤ・プラデーシュ州・デリーでは、女性の福祉サービス改善・権利向上を啓蒙するインド政府のキャンペーン「Beti Bachao, Beti Padhao Yojana」の一環として娯楽税が免除された。
2017年3月24日から台湾で公開され、4月には北京国際映画祭で上映された。5月5日から中華人民共和国で公開となり、「これまでのインド映画で最も広範囲」となる9000スクリーンで上映されたが、公開されたのはオリジナルよりも20分短縮されたバージョンだった。香港では8月24日から公開された。6月にアーミル・カーンは、日本と南アメリカで公開する予定があることを発表した。日本では2018年4月6日から公開され、4月25日から韓国でも公開された。

### トラブル
2015年11月、アーミル・カーンと妻キラン・ラオはインドの宗教的不寛容さに懸念を表明したため国内から批判を浴び、身体に危害を加える旨の脅迫を受けるなどの被害を受けた。批判の影響は映画にも及び、2016年10月に世界ヒンドゥー協会は映画への抗議を表明し、12月にはTwitter上で「#BoycottDangal」のハッシュタグが浮上した。また、インド人民党書記長カイラシュ・ヴィジャイヴァルギアも映画への抗議を表明している。
パキスタンでは劇場関係者により、インドとの政治的緊張を原因として上映を取り止める動きが見られた。映画はアーミル・カーン人気のため上映されることになったが、検閲の際にインド国旗が映るシーンとインド国歌「ジャナ・ガナ・マナ」が流れるシーンをカットするように求められ、カーンが拒否したためパキスタンでの公開が中止された。パキスタンでは1億2000万ルピーの興行収入が見込まれており、また上映中止により海賊版が横行することが危惧されたが、カーンは上映中止の意思を変えなかったという。

## 興行収入

### インド
インドでは公開初日に2億9,800万ルピーの収益を挙げ、『チェイス!』に次ぐ興行収入を記録した。2日目の興行成績は3億4,800万ルピー、3日目に4億2400万ルピー、週末に10億400万ルピーの興行収入を記録した。2017年1月9日には『PK』が打ち立てた興行成績を塗り替えた。また、全言語版の興行成績は51億2000万ルピーを記録し、最終的な国内興行成績は58億7000万ルピーとなった。

### 世界市場
Deadline.comによると、北米では331スクリーンで公開されている。公開初日にアメリカでは28万2280ドル、カナダでは4万2816ドルの興行収入を記録し、最終的な興行成績は1240万ドルを記録した。湾岸諸国では95スクリーンで公開され、5億9040万ルピーの興行収入を記録した。オーストラリアでは41スクリーンで公開され、初週に52万8000ドルの興行収入を記録し、最終的に1億2650万ルピーの興行収入を記録している。ニュージーランドでは46万ドル、イギリスでは4000万ドルの興行収入を記録した。2017年6月には、世界市場の興行成績がインド映画史上最高額を記録した。

## 受賞・ノミネート
| 映画賞                                             | 部門                                       | 対象                                                                                  | 結果       | 出典                 |
| -------------------------------------------------- | ------------------------------------------ | ------------------------------------------------------------------------------------- | ---------- | -------------------- |
| 第62回フィルムフェア賞                             | 作品賞                                     | ダンガル きっと、つよくなる                                                           | 受賞       | [ 104 ]              |
| 第62回フィルムフェア賞                             | 監督賞                                     | ニテーシュ・ティワーリー                                                              | 受賞       | [ 104 ]              |
| 第62回フィルムフェア賞                             | 主演男優賞                                 | アーミル・カーン                                                                      | 受賞       | [ 104 ]              |
| 第62回フィルムフェア賞                             | アクション賞                               | シュヤム・コウシャル                                                                  | 受賞       | [ 104 ]              |
| ニュース18映画賞                                   | 作品賞                                     | ダンガル きっと、つよくなる                                                           | 受賞       | [ 105 ]              |
| ニュース18映画賞                                   | 主演男優賞                                 | アーミル・カーン                                                                      | 受賞       | [ 105 ]              |
| ニュース18映画賞                                   | 作詞家賞                                   | アミターブ・バッタチャーリヤ                                                          | 受賞       | [ 105 ]              |
| ニュース18映画賞                                   | 監督賞                                     | ニテーシュ・ティワーリー                                                              | 受賞       | [ 105 ]              |
| ニュース18映画賞                                   | 助演女優賞                                 | ザイラー・ワシーム                                                                    | 受賞       | [ 105 ]              |
| ニュース18映画賞                                   | 新人女優賞                                 | ファーティマー・サナー・シャイフ                                                      | 受賞       | [ 105 ]              |
| ニュース18映画賞                                   | 新人女優賞                                 | サニヤー・マルホートラ                                                                | ノミネート | [ 105 ]              |
| ジー・シネ・アワード                               | 作品賞                                     | ダンガル きっと、つよくなる                                                           | 受賞       | [ 106 ]              |
| 第64回国家映画賞                                   | 助演女優賞                                 | ザイラー・ワシーム                                                                    | 受賞       | [ 107 ]              |
| インディアン・フィルム・フェスティバル・メルボルン | テルストラ・ピープルズ・チョイス・アワード | ダンガル きっと、つよくなる                                                           | 受賞       | [ 108 ]              |
| インディアン・フィルム・フェスティバル・メルボルン | 監督賞                                     | ニテーシュ・ティワーリー                                                              | 受賞       | [ 108 ]              |
| ナショナル・チャイルド・アワード                   | 優秀業績賞                                 | ザイラー・ワシーム                                                                    | 受賞       | [ 109 ]              |
| スター・スクリーン・アワード                       | 作品賞                                     | ダンガル きっと、つよくなる                                                           | 受賞       | [ 110 ]              |
| スター・スクリーン・アワード                       | 監督賞                                     | ニテーシュ・ティワーリー                                                              | 受賞       | [ 111 ]              |
| スター・スクリーン・アワード                       | 作曲賞                                     | プリータム                                                                            | 受賞       | [ 111 ]              |
| スター・スクリーン・アワード                       | 音楽監督賞                                 | プリータム                                                                            | 受賞       | [ 111 ]              |
| スター・スクリーン・アワード                       | 作詞家賞                                   | アミターブ・バッタチャーリヤ                                                          | 受賞       | [ 111 ]              |
| スター・スクリーン・アワード                       | 編集賞                                     | バッル・サルジャ                                                                      | 受賞       | [ 111 ]              |
| スター・スクリーン・アワード                       | 子役賞                                     | スハーニー・バトナーガル                                                              | 受賞       | [ 112 ]              |
| スター・スクリーン・アワード                       | アクション賞                               | シュヤム・コウシャル                                                                  | 受賞       | [ 113 ]              |
| スター・スクリーン・アワード                       | 新人男優賞                                 | アパルシャクティ・クラーナー                                                          | 受賞       | [ 113 ]              |
| スター・スクリーン・アワード                       | 脚本賞                                     | ニテーシュ・ティワーリー、シュレヤース・ジャイン                                      | 受賞       | [ 113 ]              |
| スター・スクリーン・アワード                       | Star Plus Nayi Soch                        | ダンガル きっと、つよくなる                                                           | 受賞       | [ 113 ]              |
| スター・スクリーン・アワード                       | 新人女優賞                                 | ザイラー・ワシーム                                                                    | 受賞       | [ 114 ] [ 115 ]      |
| スター・スクリーン・アワード                       | コメディアン賞                             | アパルシャクティ・クラーナー                                                          | ノミネート |                      |
| スター・スクリーン・アワード                       | 主演女優賞（観客賞）                       | ファーティマー・サナー・シャイフ                                                      | ノミネート |                      |
| AACTA賞                                            | アジア映画賞                               | ダンガル きっと、つよくなる                                                           | 受賞       | [ 9 ] [ 8 ] [ 116 ]  |
| 豆瓣映画賞                                         | 外国映画賞                                 | ダンガル きっと、つよくなる                                                           | 受賞       | [ 10 ] [ 11 ] [ 12 ] |
| 豆瓣映画賞                                         | 外国俳優賞                                 | アーミル・カーン                                                                      | 受賞       | [ 10 ] [ 11 ] [ 12 ] |
| 豆瓣映画賞                                         | Most Talked About Film                     | ダンガル きっと、つよくなる                                                           | ノミネート | [ 117 ]              |
| 豆瓣映画賞                                         | サウンドトラック賞                         | ダンガル きっと、つよくなる                                                           | ノミネート | [ 117 ]              |
| 豆瓣映画賞                                         | Movie of the Month (May)                   | ダンガル きっと、つよくなる                                                           | 受賞       | [ 117 ]              |
| 第68回ベルリン国際映画祭                           | アジア・ブリリアント・スター賞             | ダンガル きっと、つよくなる                                                           | ノミネート | [ 13 ] [ 118 ]       |
| ミルチ音楽賞                                       | 歌曲賞                                     | 「Haanikaarak Bapu」                                                                  | ノミネート | [ 119 ] [ 120 ]      |
| ミルチ音楽賞                                       | アルバム賞                                 | プリータム、アミターブ・バッタチャーリヤ                                              | ノミネート | [ 119 ] [ 120 ]      |
| ミルチ音楽賞                                       | 女性歌手賞                                 | ジョニタ・ガンディー「Gilheriyan」                                                    | 受賞       | [ 119 ] [ 120 ]      |
| ミルチ音楽賞                                       | 作詞家賞                                   | アミターブ・バッタチャーリヤ「Haanikaarak Bapu」                                      | ノミネート | [ 119 ] [ 120 ]      |
| ミルチ音楽賞                                       | 男性歌手賞                                 | シャルワル・カーン、シャルタズ・カーン・バルナ「Haanikaarak Bapu」                    | 受賞       | [ 119 ] [ 120 ]      |
| ミルチ音楽賞                                       | 音楽プロデューサー賞                       | アディティア・パシュカーナ、DJ・プカン、サニー・M・R、アヌラーグ・サイキア「Dhaakad」 | ノミネート | [ 119 ] [ 120 ]      |
| ミルチ音楽賞                                       | 音楽エンジニア賞                           | シャダブ・ライエン、サニー・M・R、アシュウィンクルカーニ「Dhaakad」                   | ノミネート | [ 119 ] [ 120 ]      |
| ミルチ音楽賞                                       | 作曲賞                                     | プリータム                                                                            | ノミネート | [ 119 ] [ 120 ]      |
| ミルチ音楽賞                                       | リスナー選出アルバム賞                     | ダンガル きっと、つよくなる                                                           | 受賞       | [ 119 ] [ 120 ]      |